# Diana Silvers
Diana Silvers (ur. 3 października 1997 w Los Angeles) – amerykańska aktorka, która wystąpiła m.in. w filmie Ma i serialu Siły kosmiczne.

## Filmografia

### Filmy
| Rok  | Tytuł          | Rola            | Uwagi           |
| ---- | -------------- | --------------- | --------------- |
| 2019 | Glass          | Czirliderka     |                 |
| 2019 | Szkoła melanżu | Hope            |                 |
| 2019 | Ma             | Maggie Thompson |                 |
| 2020 | Ava            | Camille         |                 |
| 2021 | Rajskie ptaki  | Kate Sanders    |                 |
| 2024 | Billy Knight   | Emily           | w postprodukcji |

### Telewizja
| Rok        | Tytuł          | Rola           | Uwagi          |
| ---------- | -------------- | -------------- | -------------- |
| 2019       | Into the Dark  | Kimberly Tooms | 1 odcinek      |
| 2020, 2022 | Siły kosmiczne | Erin Naird     | w gł. obsadzie |